# Benito Quinquela Martín

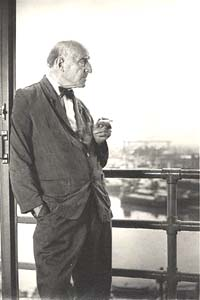
Benito Quinquela Martín

Benito Quinquela Martín (* 1. März? 1890 in Buenos Aires; † 28. Januar 1977 ebenda) war ein bedeutender argentinischer Maler.

## Leben
Quinquela Martíns Geburtstag kann nicht genau bestimmt werden. Er wurde am 21. März 1890 an einem Waisenhaus ausgesetzt. Auf einem Briefchen, das man bei dem Kind fand, stand geschrieben: „Dieses Kind wurde getauft und sein Name lautet Benito Juan Martín.“. Die Nonnen, die ihn fanden, leiteten aus seinem äußerlichen Erscheinungsbild ab, dass er ungefähr drei Wochen alt sei. Somit wurde der 1. März als sein Geburtstag gewählt.
Als er sechs Jahre alt war, wurde er von Manuel und Justina Molina de Chinchella adoptiert und übernahm den Nachnamen seines Stiefvaters. Später wurde der Nachname ins Spanische abgeändert und lautete Quinquela.
Mit 14 Jahren besuchte er eine anspruchslose Abendschule für Zeichnen in La Boca. Tagsüber arbeitete er auf dem Kohlehof der Familie. Als er 17 wurde, trat er dem Pezzini Stiatessi Konservatorium bei, wo er bis 1920 blieb.

## Werk

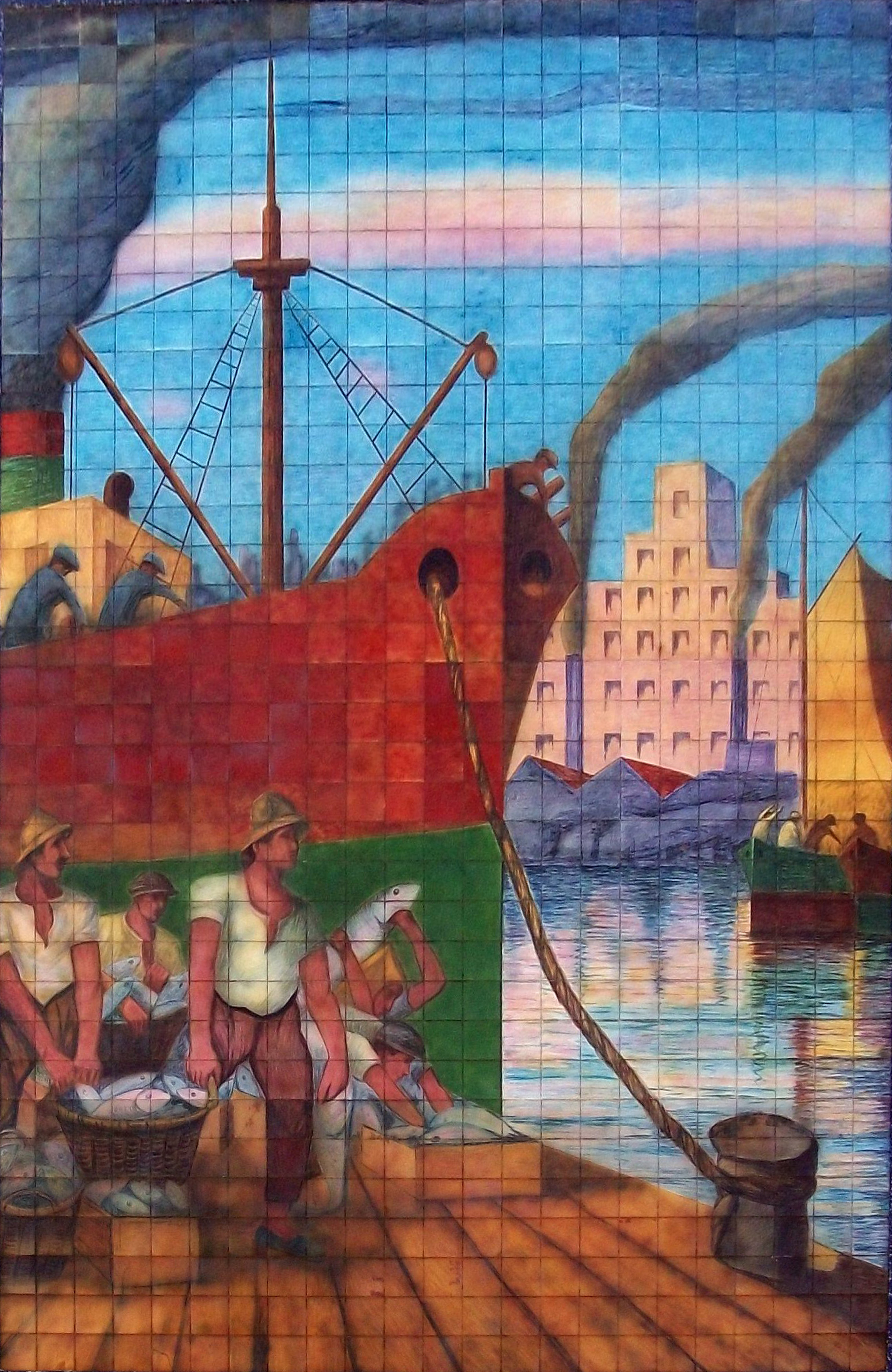
Wandgemälde in der Caminito: Regreso de la pesca

Im Jahre 1910 begann er, hauptsächlich in La Boca und dessen Umgebung, in kleineren Kunstausstellungen Bilder zu zeigen. Er erhielt im Jahre 1920 den zweiten Preis auf der Salón Nacional (spanisch, „nationale Ausstellung“). Nach einer Ausstellung in Mar del Plata im selben Jahr wurde er als argentinischer Vertreter zu einer Ausstellung in Rio de Janeiro gesandt, auf der auch wichtige brasilianische Persönlichkeiten anwesend waren, wie z. B. der Präsident Epitácio Pessoa.
In den 1920er Jahren waren Marcelo T. de Alvear und seine Frau sehr von den Werken von Quinquela Martín angetan. Aufgrund dieser Bewunderung entstand eine dauerhafte Freundschaft.
Er widmete sich in seinen Werken der heute pittoresk anmutenden Stimmung des ärmlichen Stadtteils und Hafengebiets La Boca im Süden der argentinischen Hauptstadt Buenos Aires. Eine große Sammlung seiner Werke kann man heute im Museo Quinquela Martín besichtigen.
Von Quinquela Martín stammte auch die Idee, die Häuser der Straße El Caminito in La Boca in bunten Farben anzustreichen.

### Bekannte Werke
Die bekanntesten Werke sind: Tormenta en el Astillero (Musée du Luxembourg, Paris), Puente de la Boca (St. James’s Palace, London) und Crepúsculo en el astillero (Museo Nacional de Bellas Artes, Buenos Aires).